# Sulejówek
Sulejówek è una città polacca del distretto di Mińsk nel voivodato della Masovia.
Ricopre una superficie di 19,51 km² e nel 2005 contava 18 547 abitanti.